# Michel Nédélec
Michel Nédélec (Plougastel-Daoulas, 7 maart 1940 – Landerneau, 3 oktober 2009) was een Frans wielrenner. Zijn belangrijkste overwinning was die van Bordeaux-Parijs in 1964.

## Palmares
- 1963 
  - 4e etappe Tour de l'Oise
- 1964
  - Bordeaux-Parijs
- 1965
  - Frans kampioenschap, Baan, Achtervolging, Elite

## Resultaten in voornaamste wedstrijden
| Jaar | Ronde van Italië | Ronde van Frankrijk | Ronde van Spanje |
| ---- | ---------------- | ------------------- | ---------------- |
| 1962 |                  |                     |                  |
| 1963 |                  |                     |                  |
| 1964 |                  | opgave              |                  |
| 1965 |                  | opgave              |                  |
| 1966 |                  |                     |                  |
| 1967 |                  |                     |                  |

| Jaar | Milaan-San Remo | Parijs-Roubaix | Parijs-Tours | Waalse Pijl |  | Wereldranglijsten |
| ---- | --------------- | -------------- | ------------ | ----------- |  | ----------------- |
| 1962 |                 | 70e            |              |             |  |                   |
| 1963 |                 |                | 15e          |             |  |                   |
| 1964 |                 |                |              | 20e         |  | 18e (SPP)         |
| 1965 |                 |                |              |             |  |                   |
| 1966 |                 |                |              | 33e         |  |                   |
| 1967 | 45e             |                |              |             |  |                   |